# Bigelow Aerospace
Bigelow Aerospace é uma empresa do ramo da tecnologia espacial com sede em Las Vegas e pioneira em módulos de estações espaciais expansíveis.